# Sulejman I.
Sultán Sulejman I. (turecky I. Süleyman, 6. listopadu 1494 (resp. duben 1495) – 5. září (resp. 6. září) 1566) byl panovník Osmanské říše v letech 1520 až 1566.
V západoevropské literatuře je znám i pod jménem Sulejman (I.) Nádherný – analogicky v turecké literatuře Süleyman Muhtesem (muhtesem v turečtině může být přeloženo i jako překrásný, báječný, velkolepý...) (v některých případech pak chybně jako Sulejman II.). V turecké literatuře také a údajně častěji jako Sulejman Zákonodárce (turecky Süleyman Kanuni); další formy Soliman, Suleiman nebo Süleyman (jedná se o arabskou versi jména Šalamoun).

## Biografie
Sulejman I. se narodil v Trabzonu v dnešním Turecku jako syn sultána Selima I. a jeho konkubíny Ajše Hafsa Sultan. V sedmi letech byl poslán do Istanbulu na studia přírodních věd, historie, literatury, teologie a vojenské taktiky. První politické zkušenosti získal jako správce několika osmanských provincií v Malé Asii a na Krymu. Do Manisy, kde působil od roku 1512 jako místodržící, si přivedl své dvě ženy. Po smrti svého otce Selima I. roku 1520 nastoupil na trůn a přesídlil do Istanbulu. Vedle svých panovnických, zákonodárných, náboženských a charitativních a vojenských činností podporoval umění, zajímal se o filozofii a poezii. Zemřel roku 1566 při obléhání Szigetváru, který byl bráněn chorvatským bánem Mikulášem Zrinským. Byl 10. panovníkem osmanské říše.

## Velkovezíři v průběhu vlády Sulejmana I.
| od                | do                | jméno                                            | poznámky                                                                                    |
| ----------------- | ----------------- | ------------------------------------------------ | ------------------------------------------------------------------------------------------- |
| 25. leden 1518    | 27. červen 1523   | Piri Mehmed Paša                                 | Turek, z Aksaraje                                                                           |
| 27. červen 1523   | 14. březen 1536   | Ibrahim Paša, známý také jako Frenk Ibrahim Paša | Řek nebo možná Albánec z Pargy (Přezdívka Frenk odkazuje k jeho evropským způsobům a vkusu) |
| 14. březen 1536   | 13. červenec 1539 | Ayas Mehmed Paša                                 | Albánec nebo Řek                                                                            |
| 13. červenec 1539 | duben 1541        | Damat Lütfi Paša                                 | Albánec, z Vlorë (Čelebi[ujasnit] = učenec)                                                 |
| duben 1541        | 28. listopad 1544 | Hadım Sulejman Paša                              | devširmant uherského původu (Hadim = eunuch)                                                |
| 28. listopad 1544 | 6. říjen 1553     | Damat Rüstem Paša (poprvé)                       | konvertita z Bosny (dāmād bylo označení toho, kdo se stal sňatkem členem Osmanské dynastie) |
| 6. říjen 1553     | 29. září 1555     | Kara Ahmed Paša                                  | Albánec                                                                                     |
| 29. září 1555     | 10. červenec 1561 | Damat Rüstem Paša (podruhé)                      |                                                                                             |
| 10. červenec 1561 | 28. červen 1565   | Semiz Ali Paša                                   | Slovan, asi Srb                                                                             |
| 28. červen 1565   | 12. říjen 1579    | Mehmed Paša Sokolović (Sokollu Mehmed paša)      | Srb původem z bosenské pravoslavné rodiny poblíže Sokolovići v Bosenském Vilájetu           |

## Výboje

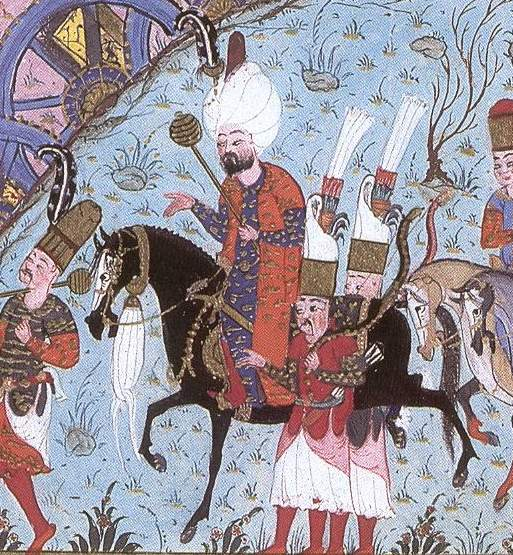
V roce 1543 Turci pod vedením Sulejmana dobyli korunovační město Uherska Stoličný Bělehrad

Svou vládu započal řadou vojenských výprav a vojenské výpravy konal či nechal konat až skoro do své smrti (poslední bylo neúspěšné obležení (ostrova) Malty).
Během Sulejmanovy vlády dosáhla Osmanská říše zenitu své moci a stala se světovou velmocí. Po jeho smrti se ještě jistou setrvačností podařilo osmanská panství rozšířit, ale od druhé poloviny 17. století již započal postupný úpadek.

### Evropa

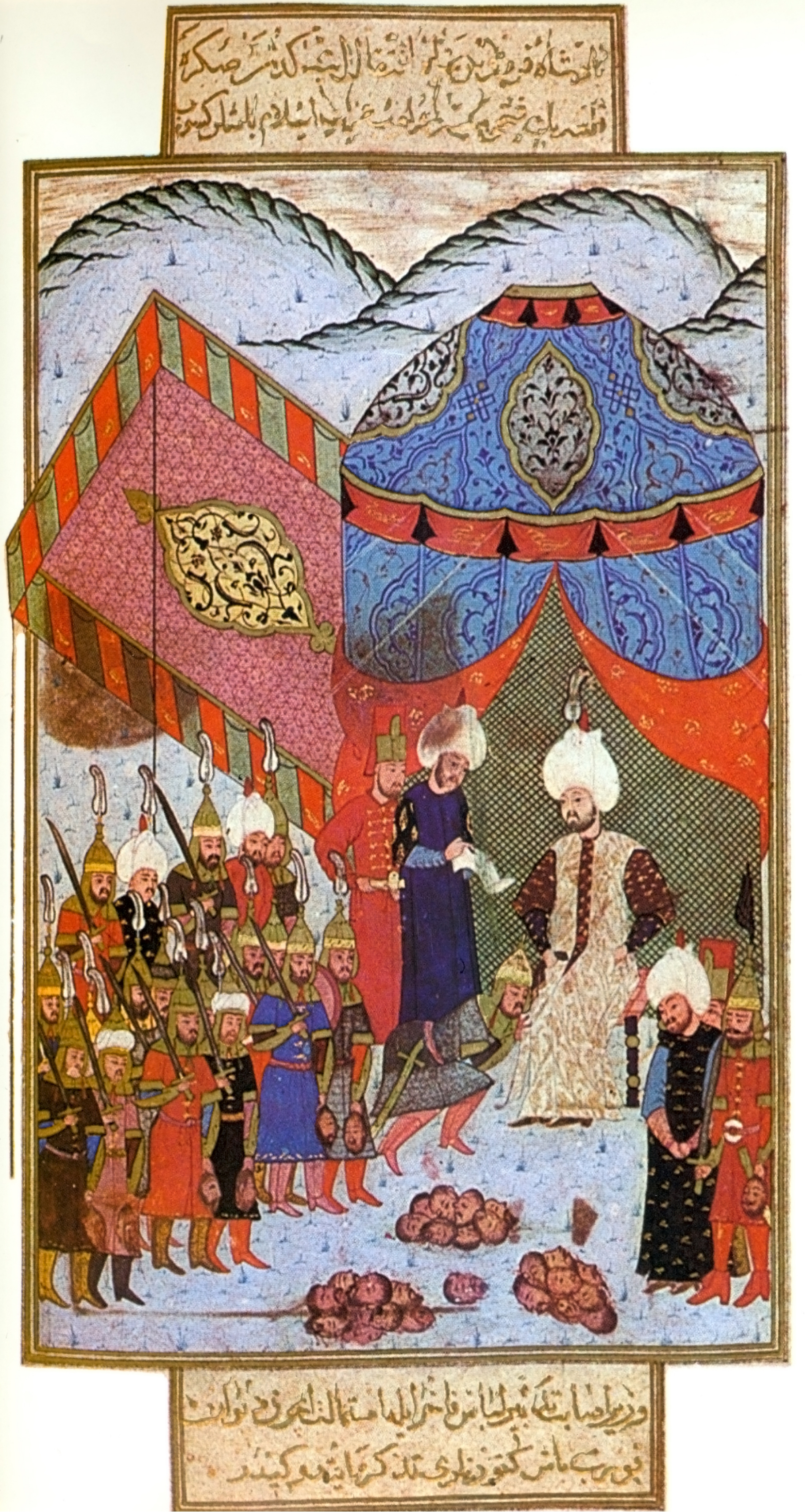
Při obraně Szigetváru roku 1566 zahynul Mikuláš Zrinský s celou posádkou

Hned v prvním roce vlády 1521 dobyl Bělehrad. Dne 29. srpna 1526 porazil v bitvě u Moháče českého a uherského krále Ludvíka Jagellonského, který při ústupu svých vojsk zahynul. Turecká armáda obsadila velkou část Uherska včetně Budína a Pešti. V roce 1529 turecká armáda o síle více než 100 000 mužů, včetně elitních janičářů, oblehla Vídeň. Toto první obléhání Vídně nakonec skončilo pro Turky neúspěchem a odchodem tureckých vojsk zpět do obsazené části Uherska. V roce 1533 byla Ferdinandem I. podepsána Konstantinopolská smlouva, ve které uznal osmanskou suverenitu a uznal Sulejmana za svého „otce a suveréna“, souhlasil s placením každoročního tributu a přijal osmanského velkovezíra jako svého bratra a sobě rovného v hodnosti.
Během roku 1541 Sulejman porazil v několika bitvách habsburská vojska, což mu umožnilo přímou anexi obsazené části Uherska a vyhlášení tzv. budínského pašalíku. Sulejmanův vazal Jan Zikmund Zápolský pak ještě obsadil menší část Uherska a podřídil ji sultánově dohledu. Napříč Uherskem byla vytvořena tzv. vojenská hranice, neurčitá linie, která byla místem neustálých střetů mezi tureckou a habsburskou armádou.
V roce 1552 Sulejmanovy síly oblehly Eger, který se nachází v severní části Uherského království, ale obránci vedení Istvánem Dobóem útoky odrazili a Egerský hrad ubránili.
Roku 1562 Sulejman získal Sedmihradsko.
Krymští Tataři se jako turečtí spojenci a Sulejmanovi vazalové zúčastnili vojenských výprav do Uherska. Také podnikali soustavné nájezdy do Ruska, Polska a na Ukrajinu přes vylidněná území zvaná Divoká pole a statisíce unesených lidí prodávali do otroctví. Jednou z unesených byla Hürrem, Sulejmanova oblíbená konkubína a matka jeho nástupce Selima.

### Blízký východ
V roce 1522 získal po úspěšném šestiměsíčním obléhání ostrov Rhodos, odkud dovolil johanitům odejít. Ti se pak roku 1530 se souhlasem císaře Karla V. usadili na Maltě.
Ve válce proti Safíovské perské říši ve třech kampaních 1532–1534, 1548–1549 a 1553–1555 upevnil hranici na Kavkaze a dnešním východním Turecku a dobyl dolní Mezopotámii, včetně Bagdádu a ústí Eufratu a Tigridu. Kromě územní expanze se jednalo také o náboženskou válku mezi sunnitskými Osmany a ší'itskými Peršany.
Francouzský král František I. poskytl tureckému loďstvu jako základnu přístav Toulon, odkud spolu podnikl výpravu proti Nice, kterou oblehli roku 1543, jakožto společné války proti Habsburkům a jejich spojencům.
Naopak neúspěšné bylo 5 měsíců trvající obléhání Malty v roce 1565.
Vládce Alžírska, osmanský pirát Chajruddín Barbarossa, uznal nadvládu Sulejmana, a po obsazení dalších území v Severní Africe tak Osmanská říše přechodně zcela ovládla převážnou část Středozemního moře.

### Indický oceán
Jeho námořníci sváděli boje s Portugalci v Perském zálivu a Arabském moři a kontrolovali Rudé moře. Vyslal výpravu do Acehu a jeho říše navázala a udržovala obchodní styky s Mughalskou říší.

## Zákonodárce
V Osmanské říši obecně platilo islámské právo šaría, které řešilo většinu aspektů tehdejšího života, ale jednak se aplikovalo podle čtyř či více právních škol – madhabů (Hanafi, Hanbali, Maliki a Šafi'i) a jednak neřešilo řadu aspektů vyskytujících se v životě rozlehlé a různorodé říše. Sulejman I. zpřehlednil právní systém tím, že nechal systematicky sebrat dosavadní precedenční rozhodnutí soudů, porovnal je, z těch, které si odporovaly vybral ty, které byly spravedlivější a z nich ty, které byly nejméně rozporné, nejjasnější a nejjednodušší. Přitom dbal, aby byly v souladu se základy islámského práva. Mezi jeho spolupracovníky v tomto úsilí mu byl nápomocen zejména Velký muftí Mehmet Ebussuud. Tato nová kodifikace se týkala práva trestního, policejního, daňového, správního a práva pro křesťany a nevolníky (Kanune Raya) – měli větší volnost pohybu v rámci Osmanské říše. I židé dostali svůj ochranný firman. Úředníci, kteří vybírali vyšší daně či se při jejich výběru dopustili nespravedlností či si daně nebo jejich část ponechávali, byli přísně trestáni minimálně konfiskací statků a jiného majetku.
Souhrn všech Sulejmanových zákoníků byl zván kanun‐i Osmani (Osmanské zákoníky) a pro svou kvalitu a pokrokovost vydržel platit tři sta let. Jak v době Sulejmana I., tak i minimálně dalších sto let zajišťoval i křesťanským poddaným sultána takové svobody a jistoty, že mnohé pronásledované menšiny hledaly útočiště v Osmanské říši a pravoslavní věřící – většinou to byli Řekové – podporovali Osmanskou armádu proti svým katolickým vládcům (například Benátčanům). Úpadek Osmanské říše nezpůsobila nekvalita Sulejmanových zákoníků, ale spíše jejich nerespektování a nedostatek tlaku na jejich dodržování.

## Rodina
Matka Ayşe Hafsa Sultan [ajše hafsa sultan].
Matky vládnoucích sultánů byly titulovány Valide (Valide Sultan) – mívaly obecně velmi významné postavení v harému.
Fülane Hatun (1496?–1550)
syn Mahmud (22.9.1512–29.10.1520)
Gülfem Hatun (?–1561/1562, İstanbul) (možná)
- syn Murad (1519–1520)

Neznámá matka
- dcera Raziye Sultan (1515–1520)

Mahidevran Gülbahar Sultan (Malhurub Baharnaz Idarovna) (1500–1581, Bursa)
- syn Mustafa (1515–1553)

Haseki Hürrem Sultan (známa jako Roxolana) (1503–1558 (15. dubna), Topkapi serail, Istanbul)
- syn Şehzade Mehmed (1521–1543)
- dcera Mihrimah Sultan (1522–1578) ∞ Rüstem Paša (1500–1561), osmanský velkovezír
- syn Şehzade Abdullah (1523–1523)
- syn sultán Selim II. (1524–1574) – Sulejmanův nástupce
- syn Şehzade Bayezid (1525–1561)
- syn Şehzade Cihangir (1530–1553)

Hürrem Sultan byla dcerou ortodoxního kněze z Haliče, z území dnešní Ukrajiny, kterou při jednom z mnoha nájezdů unesli a prodali do otroctví Tataři z Krymského chanátu.
Syn Hürrem Sultan Mehmed zemřel na neštovice krátce potom, co ho Sulejman jmenoval místo Mustafy sandžakbejem v Manise.

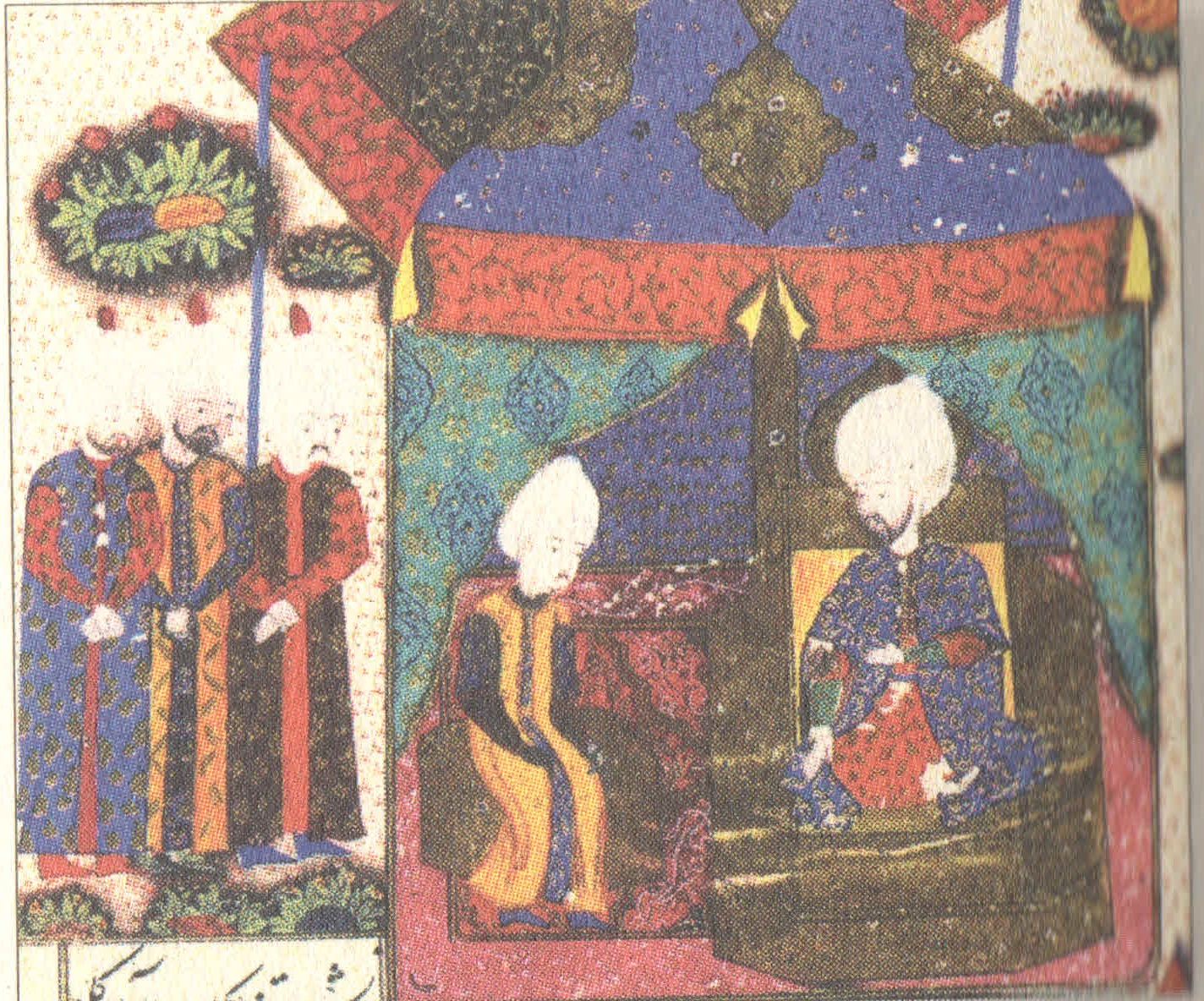
Sulejman se synem Bayezidem

Dceru Mihrimah Sulejman v roce 1539 provdal za sandžakbeje Anatolie, svého důvěrníka a vychovatele svých synů Rüstema Pašu, který se v roce 1544 stal velkovezírem. Po smrti své matky Hürrem převzala její roli a stala se otcovou rádkyní.
Syn Mahidevran Mustafa byl za velezradu na příkaz otce popraven. Stalo se tak v září 1553 ve vojenském ležení v údolí Ereğli u Konye. Mustafova tajná korespondence s Peršany s jeho pečetí a podpisem "Sultán Mustafa" je dodnes uložena v archivu Topkapı. Historické prameny dokládají také nezdařený pokus části armády izolovat Sulejmana v Dimetoce a dosadit Mustafu na trůn. Není jasné, zda Sulejmanovo rozhodnutí ovlivnila i smrt jeho oblíbence, Hürremina syna Mehmeda, který zemřel přesně o deset let dříve jako sandžakbej v Manise.
Bayezid zahynul v bojích o trůn se svým bratrem Selimem: s 12 tisíci svých lidí uprchl do Persie na dvůr šáha Tahmáspa I. a v Osmanské říši, jež v té době byla s Persií ve válečném stavu, byl považován za zrádce. Později Sulejman uzavřel s Persií mír a dohodl se s perským šáhem, že Peršané za 4000 zlatých mincí zabijí Bayezidovy spolubojovníky a jeho samotného i s jeho čtyřmi syny předají sultánovým vyslancům. Rozsudek smrti, který Sulejman nad synem vynesl, byl vykonán 28. listopadu roku 1562.
Syn Cihangir zemřel v roce 1553 na vrozenou vadu (křivice).
Nástupcem Sulejmana na trůně Osmanské říše se stal v roce 1566 Selim II., který ho ze všech jeho synů jediný přežil. Nazýván byl Selim Opilec.

## Zajímavost
O vládě sultána Sulejmana a zejména o životě jeho rodiny a nejbližších poddaných pojednává turecký historický seriál Velkolepé století (Muhteşem Yüzyıl). Hlavní roli Sulejmana I. ztvárnil turecký herec Halit Ergenç. Historií se však seriál pouze inspiruje, některé příběhy a postavy jsou částečně nebo zcela vymyšlené.